# Haldorus macilentus
Haldorus macilentus är en insektsart som beskrevs av Rauno E. Linnavuori 1959. Haldorus macilentus ingår i släktet Haldorus och familjen dvärgstritar. Inga underarter finns listade i Catalogue of Life.